# Palmoconcha
Palmoconcha är ett släkte av kräftdjur som beskrevs av Joseph Swain och Gilby 1974. Palmoconcha ingår i familjen Loxoconchidae.
Kladogram enligt Catalogue of Life och Dyntaxa:
| Palmoconcha | \| \| Palmoconcha guttata \| \| \| \| \| \| Palmoconcha krausae \| \| \| \| \| \| Palmoconcha laevata \| \| \| \| \| \| Palmoconcha russellensis \| \| \| \| |
|             | \| \| Palmoconcha guttata \| \| \| \| \| \| Palmoconcha krausae \| \| \| \| \| \| Palmoconcha laevata \| \| \| \| \| \| Palmoconcha russellensis \| \| \| \| |
|             | Bonnyannella |
|             | |
|             | Cytheromorpha |
|             | |
|             | Elofsonia |
|             | |
|             | Hirschmannia |
|             | |
|             | Loxoconcha |
|             | |
|             | Loxoconchella |
|             | |
|             | Loxoconchidea |
|             | |
|             | Nannocythere |
|             | |
|             | Phlyctocythere |
|             | |
|             | Roundstonia |
|             | |
|             | Sagmatocythere |
|             | |
|             | Palmoconcha guttata |
|             | |
|             | Palmoconcha krausae |
|             | |
|             | Palmoconcha laevata |
|             | |
|             | Palmoconcha russellensis |
|             | |

|  | Palmoconcha guttata      |
|  |                          |
|  | Palmoconcha krausae      |
|  |                          |
|  | Palmoconcha laevata      |
|  |                          |
|  | Palmoconcha russellensis |
|  |                          |